# 几社
几社是明朝末年的一個文學社團，領袖為陳子龍，成員有夏允彝等人。宣揚「絕學有再興之機，而得知其神之義」，故名幾社。几社支持復興古學 、明七子復古主張以及文學干預政治。崇禎五年（1632年），几社出版《壬申文選》，崇禎五年（1633年）出版《陳李唱和集》。几社成員大多反對滿清。